# Dolichopeza kashongensis
Dolichopeza kashongensis är en tvåvingeart som beskrevs av Alexander 1967. Dolichopeza kashongensis ingår i släktet Dolichopeza och familjen storharkrankar. Inga underarter finns listade i Catalogue of Life.